# سانتينا
سانتينا (وتنطق بالإيطالية: سانتينا ،أما باللغة البيدمونتية فتنطق: سانتنا ) هي كومونا (بلدية) في مقاطعة تورينو في الإقليم الإيطالية بييمونتي ، وتقع على بعد حوالي 15 كيلومتر (9 ميل) جنوب شرق تورينو على الضفة اليمنى لنهر بادي.
تشتهر فراتسيوني جامناريو بمعركة جامناريو ، والتي وقعت في 22 أبريل 1345 بين غويلفيون و غيبلينيون . بما في ذلك القلعة التي بناها كارلو أوتافيو بينسو في 1712 – 20. والتي تضم أثاث وذكريات العوائل التي تقطن هناك ، وأيضاً فازة تبرع به نابليون الثالث من فرنسا إلى كاميلو بنسو ، كونت كافور في عام 1856. وفي الجوار توجد الحديقة الإنجليزية 23 هكتار (57 أكر) التي تم بناؤها تحت إشراف والد كافور ، ميشيل جوزيبي فرانشيسكو أنطونيو بينسو ، مركيز كافور الرابع (1781-1850) ، في أوائل القرن الثامن عشر.
وتقع سانتينا على حدود كلاً من البلديات التالية: كيري و كامبينو و تروفريالو و بورينو و فيلاستلون .

## التراث والثقافة

### المدن الشقيقة
فمنذ عام 2015 ، انضمت سانتينا كمدينة شقيقة مع المدينة التالية:
- بلومبييه لي بان، كومونا فرنسية تقع في فوج الأقاليم الفرنسية في منطقة الشرق الكبير.